# Ainharp
Ainharp – miejscowość i gmina we Francji, w regionie Nowa Akwitania, w departamencie Pireneje Atlantyckie.
Według danych na rok 1990 gminę zamieszkiwało 161 osób, a gęstość zaludnienia wynosiła 11 osób/km² (wśród 2290 gmin Akwitanii Ainharp plasuje się na 1015. miejscu pod względem liczby ludności, natomiast pod względem powierzchni na miejscu 776.).
| 1901 | 1962 | 1968 | 1975 | 1982 | 1990 | 1999 |
| ---- | ---- | ---- | ---- | ---- | ---- | ---- |
| 272  | 208  | 194  | 186  | 181  | 161  | 142  |